# Ростоки (Черновицкая область)
Росто́ки (укр. Розтоки) — село в Усть-Путильской сельской общине Вижницкого района Черновицкой области Украины.
До 2020 года входило в Путильский район
Почтовый индекс — 59111. Телефонный код — 3738. Код КОАТУУ — 7323584001.

## Население
Население по переписи 2001 года составляло 1496 человек.

### Языковой состав
Родной язык населения по данным переписи 2001 года:
| Язык       | Численность, чел. | Доля     |
| ---------- | ----------------- | -------- |
| Украинский | 1 488             | 99,47 %  |
| Другие     | 8                 | 0,53 %   |
| Итого      | 1 496             | 100,00 % |